# Stoosh
Stoosh är ett musikalbum med Skunk Anansie, släppt 1996.

## Låtförteckning
1. black heart
2. All I Want
3. She's My Heroine
4. Infidelity (Only You)
5. Hedonism (Just Because You Feel Good)
6. Twisted (Everyday Hurts)
7. We Love Your Apathy
8. Brazen (Weep)
9. Pickin On Me
10. Milk Is My Sugar
11. Glorious Pop Song